# Amata hübneri
Amata hübneri är en fjärilsart som beskrevs av Jean Baptiste Boisduval 1829. Amata hübneri ingår i släktet Amata och familjen björnspinnare. Inga underarter finns listade i Catalogue of Life.

## Bildgalleri

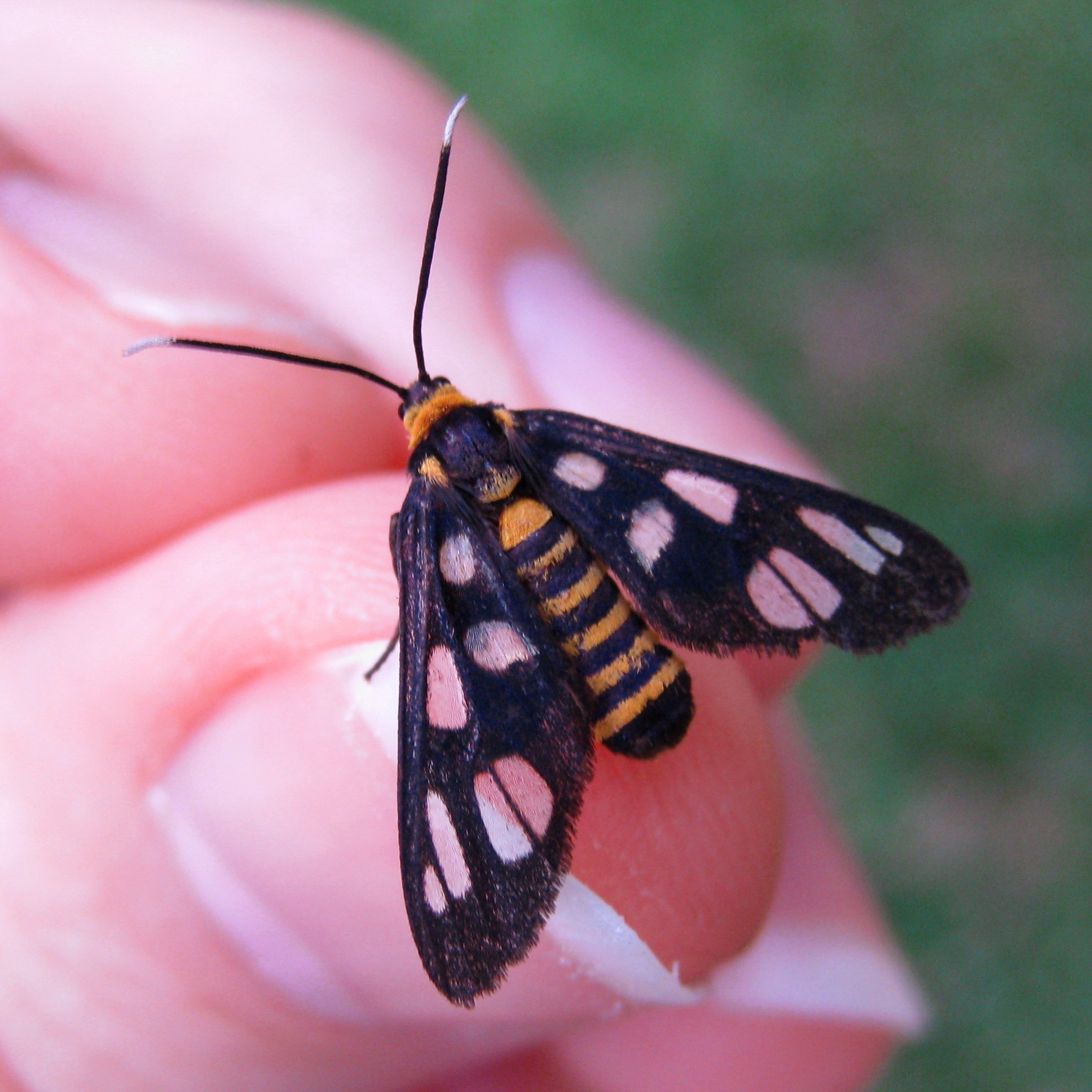